# Lijst van voetbalinterlands China - Kroatië
Deze lijst van voetbalinterlands is een overzicht van alle officiële voetbalwedstrijden tussen de nationale teams van China en Kroatië. De landen speelden tot op heden een keer tegen elkaar: een vriendschappelijke wedstrijd, die werd gespeeld op 14 januari 2017 in Nanning.

## Wedstrijden
| № | Plaats  | Datum           | Competitie        | Wedstrijd       | Uitslag |
| - | ------- | --------------- | ----------------- | --------------- | ------- |
| 1 | Nanning | 14 januari 2017 | Vriendschappelijk | China – Kroatië | 1 – 1   |

## Samenvatting
| Competitie        | Totaal gespeeld | Winst China | Gelijk | Winst Kroatië | Doelsaldo China – Kroatië |
| ----------------- | --------------- | ----------- | ------ | ------------- | ------------------------- |
| Vriendschappelijk | 1               | 0           | 1      | 0             | 1 − 1                     |
| Totaal            | 1               | 0           | 1      | 0             | 1 − 1                     |

Wedstrijden bepaald door strafschoppen worden, in lijn met de FIFA, als een gelijkspel gerekend.

## Details

### Eerste ontmoeting
| Vriendschappelijk (Nanning, Volksrepubliek China, 14 januari 2017): |                    | |
| China | 1 – 1 (4 – 3 n.s.) | Kroatië |
| Wang Jingbin 89' Yin Hongbo Chi Zhongguo Fan Xiaodong Wang Jingbin Wang Jinxian | goals              | 36' Luka Ivanušec Josip Pivarić Filip Ozobić Antonio Perošević Josip Juranović Josip Mišić                                                                                  |
| Marcello Lippi | bondscoach         | Ante Čačić |
| Shi Xiaotian Yang Shanping 65' Pei Shuai Gao Zhunyi 46' Deng Hanwen Cui Min Yin Hongbo Fan Xiaodong Chi Zhongguo Cai Huikang 46' Hui Jiakang 76' | opstellingen       | 68' Fran Tudor Ante Prskalo Josip Pivarić Toni Datković 90' Borna Barišić Josip Mišić Josip Juranović 80' Luka Ivanušec Josip Filipović 64' Domagoj Antolić 46' Mirko Marić |
| Hu Rentian 46' Feng Gang 46' Wang Jinxian 65' Wang Jingbin 76' | wissels            | 46' Franko Andrijašević 64' Antonio Perošević 68' Mario Šitum 80' Nikola Matas 90' Filip Ozobić                                                                             |
| Hui Jiakang 44' | gele kaarten       | 48' Fran Tudor 53' Domagoj Antolić |
| - Debuut van Cui Min (Yanbian Funde), Feng Gang (Hangzhou Greentown), Gao Zhunyi (Hebei China Fortune), Pei Shuai (Changchun Yatai) en Shi Xiaotian (Liaoning Whowin) voor China. - Fan Xiaodong neemt na rust de aanvoerdersband van China over van de gewisselde Cai Huikang. - Debuut van Andrej Prskalo (HNK Rijeka), Toni Datković (FC Koper) en Josip Juranović (HNK Hajduk Split) voor Kroatië. |                    | |